# Hue Menzies
Hue Alphanso Menzies (Londra, 10 marzo 1964) è un allenatore di calcio ed ex calciatore britannico naturalizzato giamaicano, di ruolo difensore, attuale ct della nazionale giamaicana femminile.

## Biografia
È originario di Brixton, un quartiere di Londra.

## Carriera
Nel 2019 partecipa al mondiale allenando la squadra giamaicana.